# Großer Roßbach
Der Große Roßbach ist ein linker Zufluss der Bieber im Main-Kinzig-Kreis im hessischen Spessart.

## Geographie

### Verlauf
Der Große Roßbach entspringt im Wald südöstlich von Roßbach an der Kapuzinerspitze (421 m). Er fließt in nordwestliche Richtung, speist einige Fischweiher und tritt aus dem Wald aus. In Roßbach mündet er von links in die Bieber.

### Flusssystem Kinzig
- Liste der Fließgewässer im Flusssystem Kinzig (Main)